# Estádio Joaquim Portugal
Estádio Joaquim Portugal – stadion piłkarski, w São João del Rei, Minas Gerais, Brazylia, na którym swoje mecze rozgrywa klub Figueirense Esporte Clube